# Odorovići
Odorovići su naseljeno mjesto u sastavu općine Živinice, Federacija Bosne i Hercegovine, BiH.

## Stanovništvo
| Odorovići          |              |
| godina popisa      | 1991.        |
| Muslimani          | 965 (93,41%) |
| Hrvati             | 26 (2,51%)   |
| Srbi               | 13 (1,25%)   |
| Jugoslaveni        | 24 (2,32%)   |
| ostali i nepoznato | 5 (0,48%)    |
| ukupno             | 1.033        |

Odorovići kao samostalno naseljeno mjesto postoje od popisa 1991. godine.